# Nebulizator

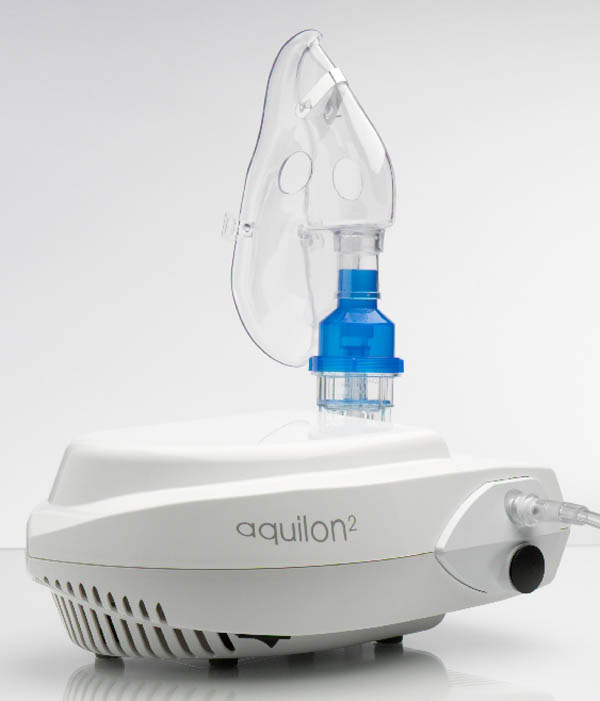
Un nebulizator modern

Un aparat cu aerosoli (nebulizator) este un dispozitiv medical care generează aerosoli pentru îmbunătățirea respirației, folosit în terapiile respiratorii. 
Există mai multe tipuri de dispozitive care pot genera aerosoli (generatoare de aerosoli):

- nebulizatoare
- dispozitive de tratare ambientală a aerului
- dispozitive de inhalare cu pudră uscată
- dispozitive de inhalare presurizate cu doze determinate.

Un tip de nebulizator frecvent este cel cu ultrasunete.
Aparatele de aerosoli sunt produse de multe firme, existând o diversitate de astfel de aparate medicale. Cel mai mic nebulizator din lume este Omron U22 care măsoară nu mai mult de 10 cm înălțime, produs de OMRON Healthcare (Japonia).
Nebulizatoarele sunt aparate care transformă medicamentele lichide în particule foarte fine (ca un fel de ceață) ușor de inhalat, fiind adecvate pentru tratament de:
- dereglări pulmonare (de respirație)
- traheită
- bronșită
- sinuzită
- alergii
- răceli.

Cel mai mare avantaj al terapiei cu aerosoli este că utilizează doze mai mici de substanțe medicamentoase iar efectele adverse sistemice sunt reduse, în timp ce răspunsul la tratament este unul rapid. Dimensiunea particulelor este foarte importanta întrucât administrarea medicamentelor depinde de acest aspect într-o mare măsură.